# Maison Charlier
Pour les articles homonymes, voir Charlier.
La Maison Charlier appelée parfois Maison Collard ou encore le Garage Bourguet est  l'édifice  Art nouveau le plus représentatif de la ville belge de Spa et un des plus remarquables de la province de Liège.

## Situation
Cette imposante bâtisse de quatre niveaux et de deux travées se situe en plein centre de Spa, à deux pas du Pouhon Pierre le Grand dans la rue du Marché au n° 26. Elle est considérée comme la plus belle réalisation Art nouveau à Spa.

## Histoire
La Maison Charlier a été construite en 1900 par l'architecte Gustave Charlier (1848-1922) pour l’industriel Victor Collard. L'immeuble est classé en 1988 et joliment rénové il y a quelques années.

## Description

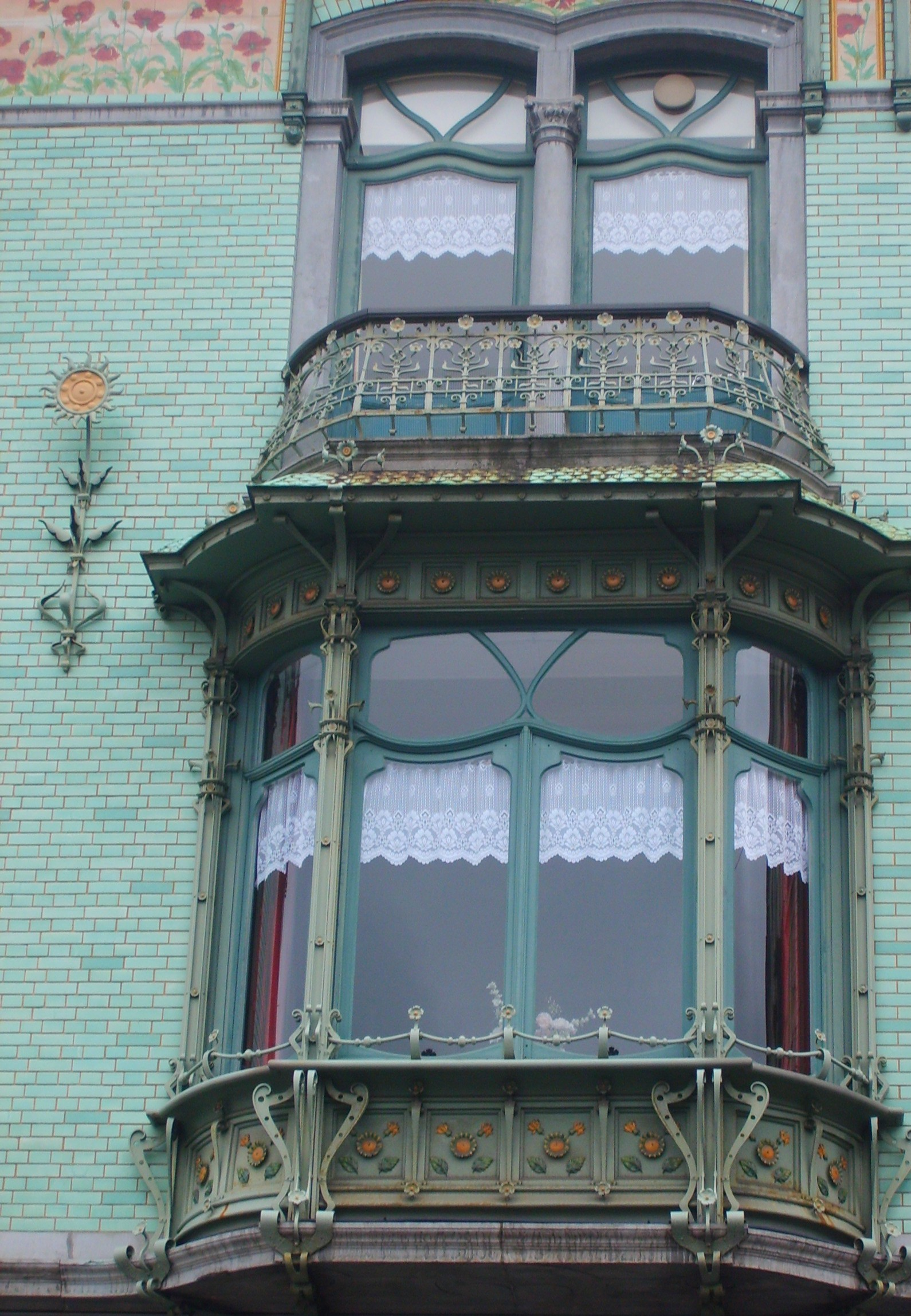
Oriel, coquelicots et tournesol

### La couleur
Ce qui frappe avant tout le passant ou encore l'amateur d'Art nouveau, c'est le choix de la couleur de cette maison.
La brique vernissée qui en est l'élément principal, se décline en deux tons de jade et de vert pastel. Les boiseries adoptent aussi le vert pour asseoir l'esthétisme de la maison.

### Les fleurs
Au sommet de la façade, les modillons de la corniche encadrent trois panneaux de céramiques (deux tout petits aux extrémités, un grand au centre) avec comme motif un champ de coquelicots.
Au deuxième étage, deux doubles baies symétriques sont garnies de balcons en fer forgé au motif floral. Au-dessus de ces baies, deux petits triangles reprennent le motif des coquelicots. Toutes les baies vitrées de cette maison sont pourvues de traverses ondulantes complétées par des petits bois courbes. Au centre de la façade, un tournesol en ferronnerie semble ensoleiller la maison.

### Le métal
Le métal fait la part belle à l'oriel du premier étage. Quatre colonnes s'agrippent à la base en pierre de taille pour rejoindre le balcon du deuxième étage. Au-dessus et en dessous des  baies, des panneaux métalliques servent de support à un motif floral. On remarquera aussi au-dessus des panneaux inférieurs une guirlande métallique parsemée, elle aussi, de quelques fleurs.
À gauche de l'oriel, la grande baie vitrée du premier étage est un résumé des autres baies de cette façade. Le rez-de-chaussée présente moins d'intérêt si ce n'est la porte cochère garnie de quelques sculptures animales et florales.

## Source et lien externe
- http://spw.wallonie.be/dgo4/site_ipic/index.php/fiche/index?sortCol=2&sortDir=asc&start=0&nbElemPage=10&filtre=&codeInt=63072-INV-0079-01